# Phonomuseum „Alte Schule“

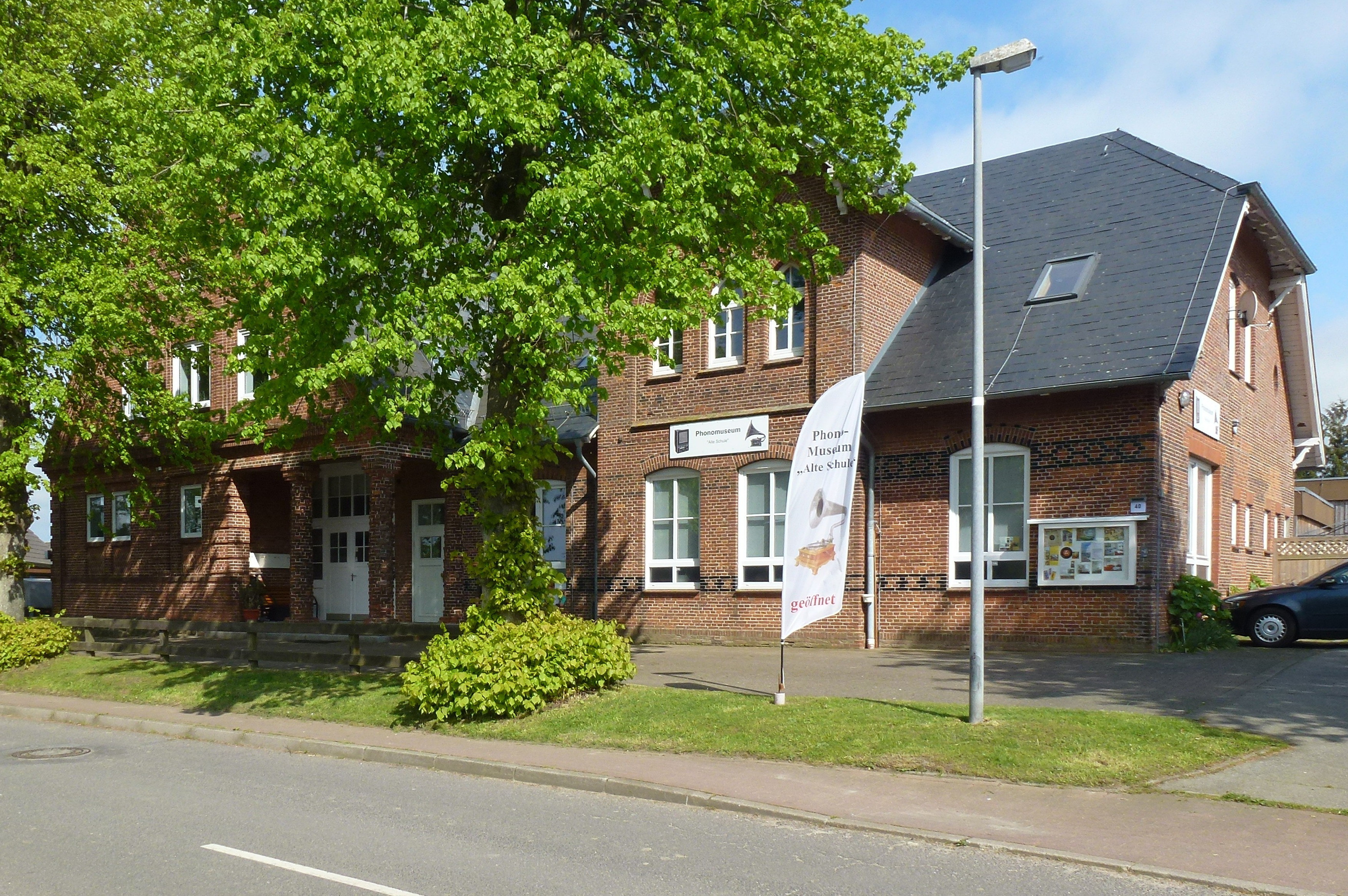
Das Museumsgebäude in Holzdorf, Seeholz 40, im Jahr 2014

Das Phonomuseum „Alte Schule“ ist ein Radio- und Grammophonmuseum in Holzdorf, Schleswig-Holstein. Das private Museum zeigt die technische und geschichtliche Entwicklung der Phonoindustrie von 1880 bis ungefähr 1980. Es befindet sich im restaurierten Gebäude der alten Dorfschule und ist während der Öffnungszeiten mit Führung zu besichtigen.

## Entstehungsgeschichte
Der Vorgänger des Phonomuseums, das Blickstedter Radiomuseum, wurde von dem gebürtigen Allgäuer Tischler und Restaurator Johann Fischerkeller (1929–2023) in Blickstedt, einem Ortsteil von Tüttendorf, in seinem Keller und einem alten Hühnerstall aufgemacht. Im Jahr 2010 fand Fischerkeller nach langer Suche mit Rolf Pokrant und dessen Sohn Nico Nachfolger, die mit seinem Bestand und ihrer eigenen Sammlung im Mai 2011 in den ehemaligen Klassenräumen der alten Schule in Holzdorf ein neues Museum eröffneten.

## Ausstellung
Das Museum zeigt auf über 400 Quadratmetern in vier nach Epochen der Phonoindustrie gestalteten Räumen eine Privatsammlung mit ungefähr 1600 Geräten (Stand 2025). Die ältesten Exponate für „gespeicherte“ Musik repräsentieren die Lochplattenspieldosen, die gegen Ende des 19. Jahrhunderts von Thomas Alva Edisons Phonographen mit der Phonographenwalze als Tonträger abgelöst wurden.
Es folgen Grammophone mit unterschiedlichem Plattenformat, Plattenmaterial und ungewöhnlicher Abspieltechnik, beispielsweise ein Gerät der Firma Pathé, das Schellackplatten des eigenen Systems mit 90 Umdrehungen pro Minute von innen nach außen abspielt, oder ein Plattenwechsler für 20 Platten der Firma Electrola aus dem Jahr 1928. Der kostete zu seiner Zeit 3.500 Reichsmark, was heute ungefähr 14.600 Euro entspricht. Für weitere 110 Reichsmark konnte das Gerät mit einem „Fernschalter“ fernbedient werden.
Eine Rarität ist der Plattenspieler „Ultraphon“ der Firma Deutsche Ultraphon AG. Das Gerät hat zwei Tonarme und Schallöffnungen und wurde erstmals 1925 von H. J. Küchenmeister im Berliner Hotel Esplanade der Weltöffentlichkeit vorgeführt. Hier wird in kurzem Abstand dieselbe Schallrille zweimal hintereinander abgetastet. Dadurch entsteht eine künstliche Zeitdifferenz von etwa 1/100 Sekunde, die einen Raumklang vortäuscht. Der Verschleiß der Platten war jedoch hoch.
Bei den Rundfunkempfangsgeräten erstreckt sich die Sammlung vom Detektorradio über das Röhrenradio (beispielsweise verschiedene Volksempfänger der Nazizeit) bis hin zum Transistorradio, dem Fernsehempfänger und den bekannten Braun-Klassikern der Nachkriegsjahre. Im Museum stehen auch verschiedene Tonbandgeräte, Kassettenrekorder und frühe Videorekorder.
Die meisten Apparate sind funktionstüchtig und werden in der eigenen Werkstatt repariert und gewartet, um sie dann den Museumsbesuchern demonstrieren zu können. Außerdem gibt es Informationen über die damaligen Künstler und Orchester. Laut Museum soll nicht nur der technische Aspekt im Vordergrund stehen, sondern auch die gesellschaftliche und geschichtliche Entwicklung der Geräte- und Musikindustrie zwischen 1880 und 1980.

## Museumsbesuch
Das Museum ist im Sommer (Mai bis September) freitags, samstags und sonntags von 14.00 Uhr bis 18.00 Uhr sowie nach Vereinbarung geöffnet. Alle Besucher werden geführt. Ein Eintritt wird nicht erhoben.

## Galerie

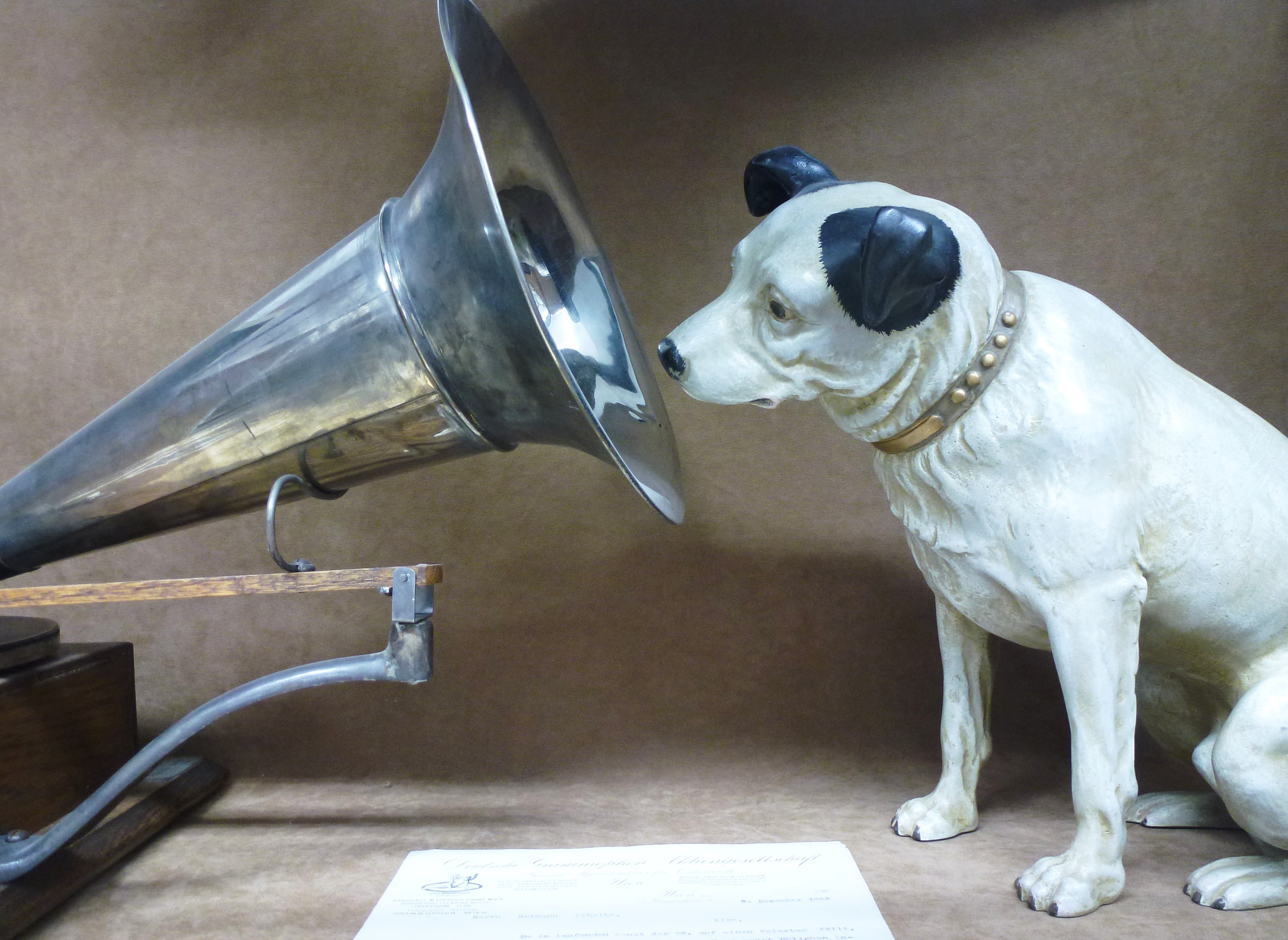
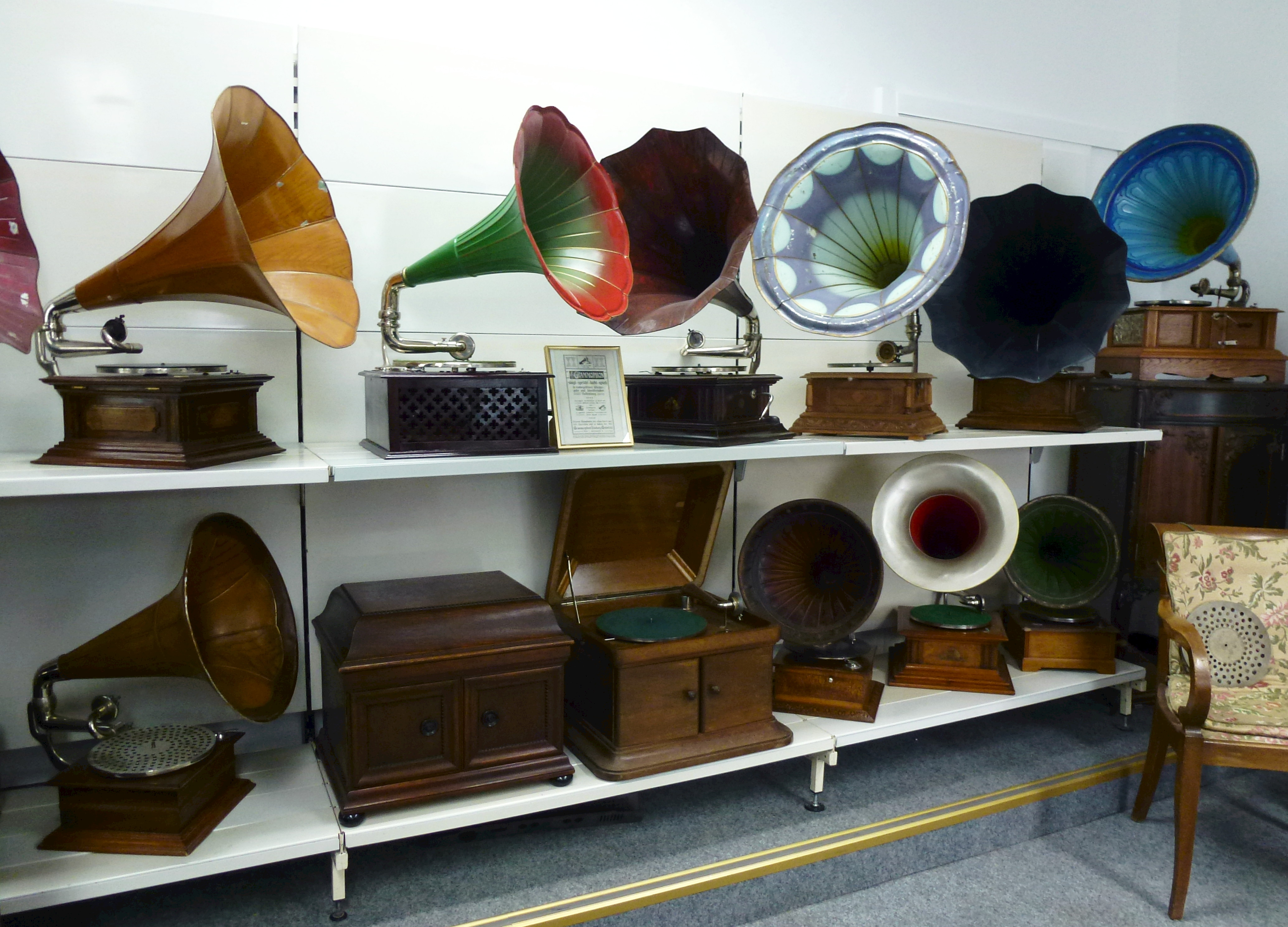
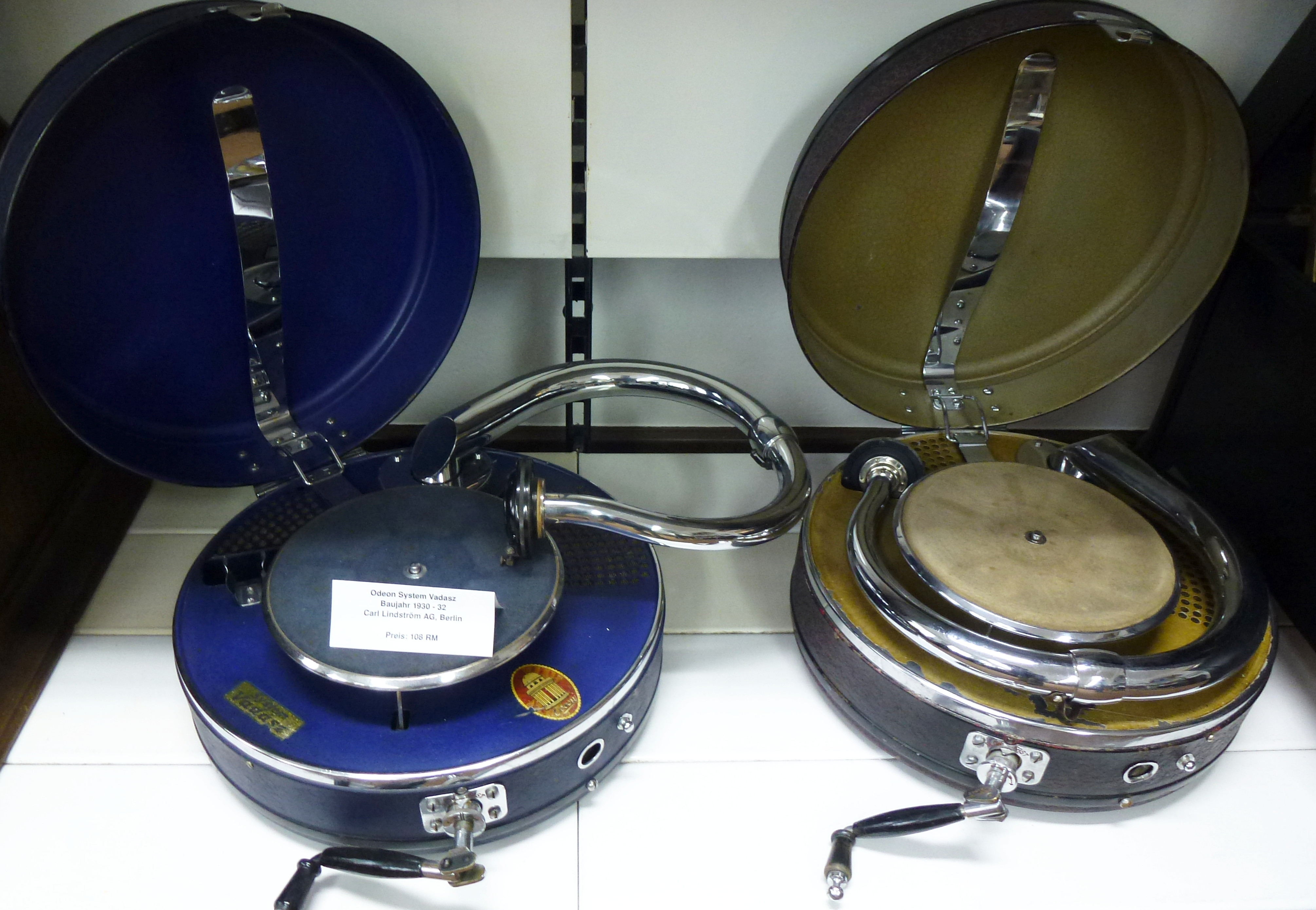
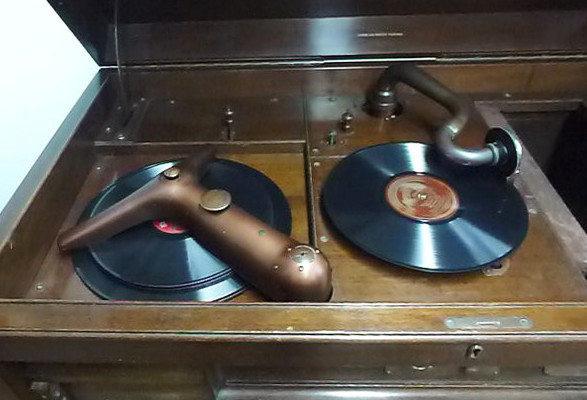
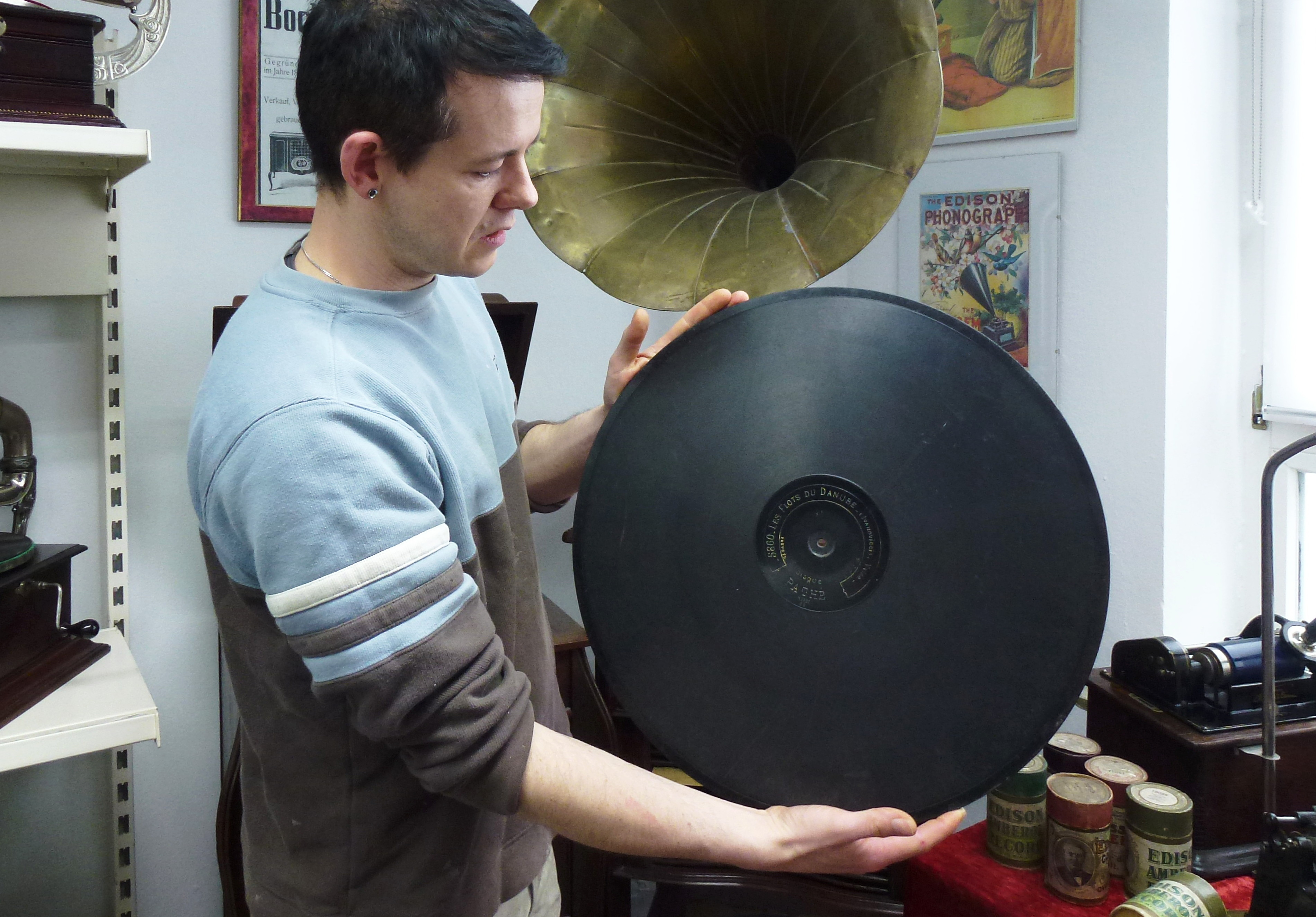
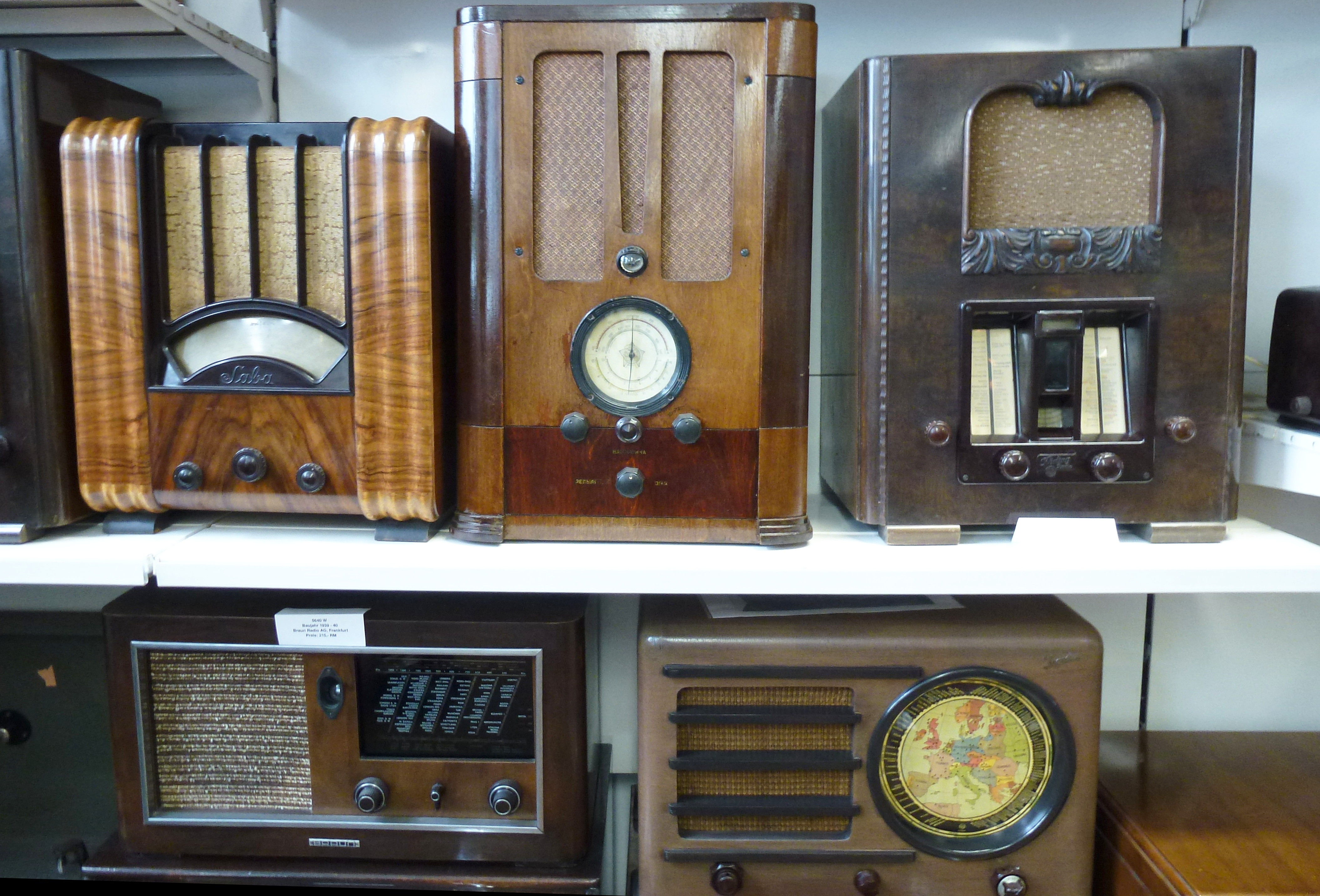
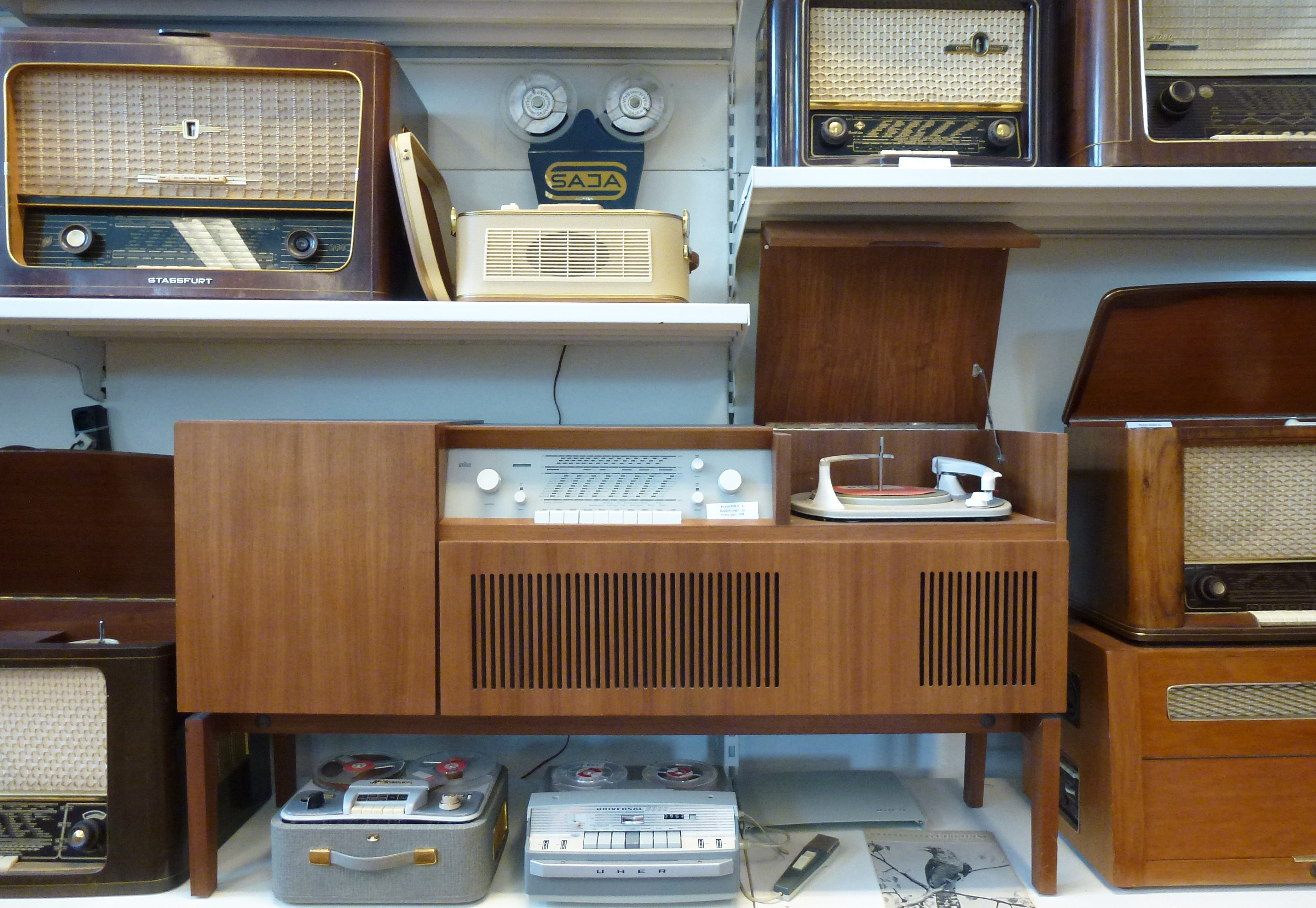
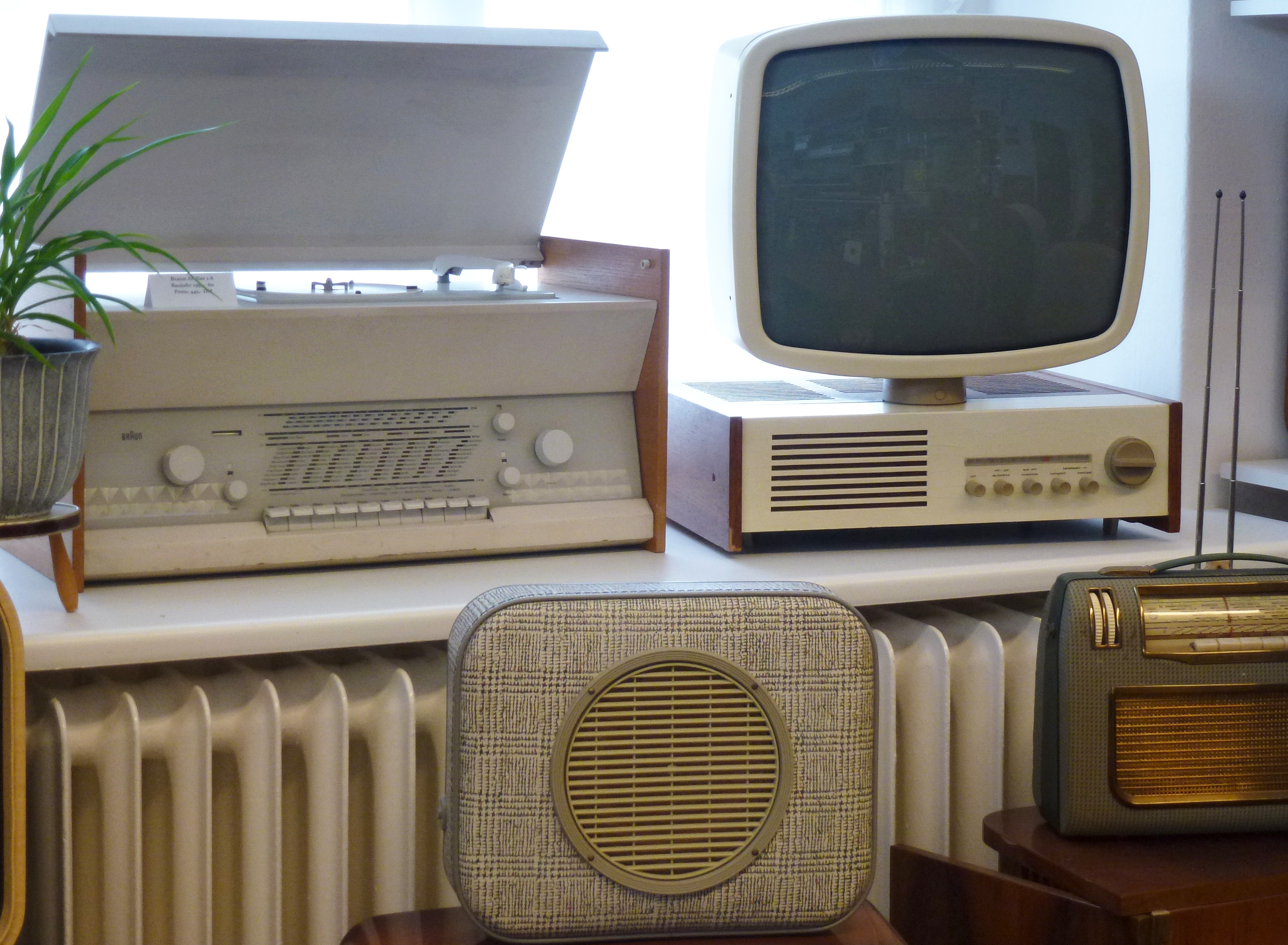